# Camilo Trujillo
Juan Camilo Trujillo Marles (Neiva, 14 de octubre de 1990) es un exfutbolista colombiano. 

## Biografía
Su carrera se inició cuando ingresó a la Escuela de Formación Teacher Berrío en su Neiva natal. De ahí arrancó su periplo por el fútbol internacional, casi siempre teniendo en Canadá su centro de atención. Entre 2003 y 2008 formó parte de varios equipos canadienses: Sub-14 de Dynamo de Quebéc, Sub-15 de Maccabi AA, Pierrefonds Cobras, Sports-Études y el Sub-18 de Ile Bizard Blitz. En 2009 salió de Canadá a completar su formación en otros países. Llegó a Uruguay para jugar con Liverpool FC. Tras la experiencia volvió a Canadá para jugar la Ligue de Soccer Elite du Quebéc Division 1 con Lachine Senior AAA. Estuvo dos años ahí preparándose para dar el salto que confirmó en 2012 pasando a integrar las filas de FC Boisbriand en la Premiere Ligue de Soccer Quebec, la categoría mayor del fútbol en Canadá. En abril de 2015 firmó por el Club Carlos A Mannucci de Perú que juega en la Segunda División de Perú de ese país. El Colombo-Canadiense rescindió su contrato el 3 de septiembre de 2015 por muchos problemas económicos del club peruano. 

## Clubes
| Club               | País   | Año         |
| ------------------ | ------ | ----------- |
| FC Boisbriand      | Canadá | 2012 - 2013 |
| Gaviao Kiykateje   | Brasil | 2014        |
| Carlos A. Mannucci | Perú   | 2015        |